# Keltis
Keltis es un juego de mesa para entre dos y cuatro jugadores creado por el diseñador de juegos Reiner Knizia y publicado en 2008 por Kosmos.
Keltis se basa en el mismo tema que el juego de cartas para dos jugadores de Knizia Lost Cities. El juego gira en torno a una baraja de cartas de cinco palos con valores comprendidos entre el cero y el diez. En cada turno, el jugador activo debe jugar una carta de su mano, ya sea en una de sus columnas de cartas (respetando el orden ascendente o descendente para ese color, pudiendo repetir el valor de la última carta jugada) o bien descartarla en la pila de descarte del palo correspondiente. Tras esto, repondrá su mano robando del mazo o tomando la carta superior de una pila de descarte (que no sea la que acaba de descartar). Al jugar una carta en una de las columnas de colores, el jugador podrá avanzar el peón de su color en el camino del palo correspondiente, pudiendo obtener un bonus (representado con losetas) si es el primero en alcanzar dicho nivel.
Cada nivel tiene asociada una cantidad de puntos (comenzarán restando puntos e irá aumentando la cantidad de puntos en positivo). Uno de los marcadores dobla la cantidad de puntos final (positivos o negativos), mientras que los marcadores que no hayan salido de la casilla inicial no se tendrán en cuenta. La partida termina cuando, entre los marcadores de todos los jugadores, hay cinco en las tres últimas filas de los caminos, procediéndose a la evaluación final según los caminos y un pequeño conjunto de fichas de bonificación.

## Premios y nominaciones
Entre otras distinciones, Keltis ha obtenido las siguientes:
- 2009 Nominado al premio Golden Geek en la categoría de mejor juego de mesa familiar.
- 2008 Ganador del premio Spiel des Jahres.